# SIFE
SIFE（Students In Free Enterprise、サイフ）は、アメリカ合衆国ミズーリ州に本部を置くNPO。主に、大学生が企画・実施する社会貢献事業に対する支援を行うことにより、優れたリーダーを養成することを目指している。
SIFE World Cup 2012 のオープニングセレモニーでEnactus（Entrepreneurial Action Us）に名称が変更されたことが発表された。

## 大会
年1回、各チームの活動内容を発表する国内大会・世界大会を開いている。日本では、国内大会の優勝チームが日本代表として世界大会に参加する。

### 第1回国内大会
2005年7月6日、浜離宮朝日ホールを会場に、日本国内7大学が参加して第1回国内大会が行われた。結果は以下。
- 優勝校 - 高崎経済大学
- 準優勝校 - 慶應義塾大学

### 第2回国内大会
2006年5月30日、有楽町朝日ホールを会場に、日本国内9大学が参加して第2回国内大会が行われた。結果は以下。
- 優勝校 - 高崎経済大学
- 準優勝校 - 滋賀大学
- SPIRITS of SIFE- 高千穂大学

### 第3回国内大会
2007年6月29日、有楽町朝日ホールを会場に、日本国内9大学が参加して第3回国内大会が行われた。結果は以下。
- 優勝校 - 滋賀大学
- 準優勝校 - 一橋大学
- SPIRITS of SIFE- 高千穂大学

### 第4回国内大会
2008年6月27日、有楽町朝日ホールを会場に、日本国内12大学が参加して第4回国内大会が行われた。結果は以下。
- 優勝校 - 大阪芸術大学
- 準優勝校 - 京都大学
- ROOKIE AWARD- 京都大学
- ファカルティアドバイザーアワードbyKPMG　-　酒井理（大阪商業大学准教授）

### 第5回国内大会
2009年7月3日に予選が国立青少年記念オリンピックセンターで、7月4日決勝大会が笹川記念館でおこなわれた。日本国内15大学が参加。
- 優勝校 - 関西学院大学
- 準優勝校 - 滋賀県立大学
- ROOKIE AWARD- 滋賀県立大学
- ファカルティアドバイザーアワードbyKPMG　-　金泰旭（広島市立大学准教授）

- 全参加大学は次の通り

会津大学、同志社大学、広島市立大学、広島修道大学、慶應義塾大学、神戸芸術工科大学、関西学院大学、京都大学、九州大学、大阪商業大学、立教大学、滋賀県立大学、高千穂大学、早稲田大学、和洋女子大学 

### 第6回国内大会
2010年7月2日に予選が、7月3日に決勝大会が国立青少年記念オリンピックセンターでおこなわれた。日本国内14大学が参加。
- 優勝校 - 滋賀大学
- 準優勝校 - 神戸芸術工科大学
- ROOKIE AWARD- 琉球大学
- ファカルティアドバイザーアワードbyKPMG　-　柊伸江（神戸芸術工科大学研究員）

- 全参加大学は次の通り

会津大学、同志社大学、広島修道大学、慶應義塾大学、神戸芸術工科大学、京都大学、沖縄大学、沖縄国際大学、大阪商業大学、立教大学、滋賀県立大学、高千穂大学、琉球大学、早稲田大学 

## SIFE World Cupでの成績
2010年10月10日~12日にロサンゼルスで行われたSIFE World Cup2010に日本代表として滋賀大学SIFEが参加し、SIFE Japan代表史上初の世界ベスト16の成績をおさめた。